# Grabouillon (série télévisée d'animation)
 (février 2022).
Pour les articles homonymes, voir Grabouillon.
Grabouillon est une série télévisée d'animation 3D française en 260 épisodes de 6 minutes et demie, créée par Philippe Poirier et Patrick Regnard d'après la série de bande dessinée éponyme d'Alexis Nesme et diffusée depuis le 23 octobre 2006 sur France 5 dans Les Zouzous et Zouzous.
Au Québec, elle a été diffusée à partir du 11 avril 2010 à Télé-Québec.

## Synopsis
Cette série destinée aux jeunes enfants à partir de 4 ans met en scène les mésaventures de Grabouillon, un chien qui passe le plus clair de son temps à faire des bêtises, et de sa maîtresse Pétunia. Les saisons 1 et 2 se déroulent dans la maison familiale et son grand jardin, à la campagne. Les saisons 3 et 4 se déroulent pendant les vacances d'été sur l'île imaginaire de Kouroukoukou. Pour la saison 5, les protagonistes sont de retour à la maison et Pétunia fait sa rentrée au CP.

## Fiche technique
- Titre : Grabouillon
- Création : Philippe Poirier et Patrick Regnard
- Réalisation : Jean-Luc François (saisons 1-2), Paul Leluc (saisons 3-4), Bernard Ling (saison 5)
- Scénario : Patrick Regnard (saisons 1-2) et Eddy Fluchon (saisons 3-4) d'après la série éponyme d'Alexis Nesme
- Sociétés de production : Blue Spirit Productions (toutes les saisons), France 5 (saisons 1-2), Be films et Sinématik (saisons 3-4), Piwi+ (saison 5)
- Avec le soutien de: Centre national du cinéma et de l'image animée, Région Nouvelle-Aquitaine, Departément de la Charente, Pôle Image Magelis, Tax Shelter du Gouvernemént Federal Belge (saison 3 et 4), Québec - Crédit d'impôt cinéma et television (saison 5), Canada - Crédit d'impôt pour production cinématographique ou magnétoscopique canadienne (saison 5)
- Pays: France
- Nombre d’épisodes : 260 (5 saisons)
- Format : SÉCAM (16:10, 16:9)
- Durée : 6 min 30 s
- Date de première diffusion : France : 23 octobre 2006

### Production technique
- Coopérations: Hewlett-Packard, Dell, Autodesk, Adobe, Mental Images (saison 1), Nvidia (saisons 2-4), Chaos Group (saison 5)
- Logiciels: 3ds Max, Photoshop, Premiere Pro, After Effects, Mental Ray (saisons 1-4), V-Ray (saison 5)

## Distribution des voix
- Michel Elias : Grabouillon (chien jaune et noir)
- Sandrine Le Berre : Pétunia (petite fille aux cheveux noirs)
- Martial Leminoux : Bagout Ragout (chat mauve)
- Brigitte Guedj : Basile (petit garçon aux cheveux blonds) / Cunégonde (poule)
- Sophie Deschaumes : La taupe (taupe brune) / la mère de Pétunia
- Marie-Charlotte Leclaire : Gladys (petite fille aux cheveux roux)
- Boris Rehlinger : Kivala (crapaud)
- Jérémy Prévost : Zazimute (pigeon bleu foncé)
- Gabriel Le Doze : Gonzague, cousin de Grabouillon (chien orange et noir)
- Marie Facundo : Anowak (petit garçon aux cheveux noirs)
- Voix additionnelles : La famille Pucekipik (puces rouges)

 Source et légende : version française (VF) sur RS Doublage

## Production
Bien que la série ait diffusée le 23 octobre 2006, la production a commencé durant le 3 avril 2006. Elle est produite grâce à le logiciel informatique 3D Autodesk 3ds Max.

## Épisodes

### Première saison (2006-2007)
1. Peinture fraîche
2. La Surprise du chef
3. La Fiesta
4. Une idée fumante
5. Au bout du monde
6. Bourdon bougon
7. Le Grand Bain
8. Un remède infaillible
9. Le Cerf-volant capricieux
10. La Naufragée de la tyrolienne
11. La Piscine infernale
12. Canal Bêtises
13. Le Gâteau de tous les dangers
14. Au feu les pompiers
15. Truffe blanche
16. Une pâte épatante
17. La Bonne Étoile
18. Le Roi des patineurs
19. Les Bricolos
20. Escargots en folie
21. Un mal de chien
22. Pli urgent
23. Le Vaccin
24. Date limite
25. Drôle d'oiseau
26. Les Grands Moyens
27. Hoquet sur glace
28. Frissons nocturnes
29. C'est bientôt Noël
30. Coup de froid
31. La Pique-assiette
32. Nuit blanche
33. Les Escarpins maudits
34. La Puce à l'oreille
35. La Prisonnière
36. L'Agité du bocal
37. L'Aviateur
38. Coucou !
39. Au voleur !
40. Maladie d'amour
41. Le Trésor de Grabouillon des Bois
42. Roby la terreur
43. Plein la vue
44. Pique-nique panique
45. Rien ne sert de courir
46. Gonzague
47. Grosse chaleur
48. Igloo Palace Hôtel
49. L'Affaire du collier
50. L'Ambassadeur de Koubaia
51. Entre chien et loup
52. La Tête à l'envers

### Deuxième saison (2007-2008)
Cette saison est diffusée sur France 5 dans L'été des Zouzous entre le 28 août 2007 au 25 novembre 2008.
1. Toujours plus haut
2. Qui vole un œuf
3. Croc de lait
4. Des poux et des couleurs
5. Fous du volant
6. Une journée de chien
7. Pigeon vole
8. Château de gaffes
9. L'Odyssée du jardin
10. Les Apprentis sorciers
11. Coup de pouce
12. Pigeon glacé
13. Permis de conduire
14. Jeux de nains
15. L'Effet papillon
16. Poids lourd
17. Sherlock Grabouille
18. Le Petit Grabouillet
19. Pattes de velours
20. Les Éclopés
21. Cocotte minute
22. Dur d'oreille
23. Un chat perçant
24. L'Arche de Pétunia
25. Pêche au gros
26. Chien de traineau
27. Chaud et Froid
28. Le Trappeur intrépide
29. Sept ans de malheur
30. Chaud devant !
31. Mam'zelle Grabounette
32. 5 minutes chrono
33. Abeilles en colère
34. La Grosse Tête
35. Parfum de chien
36. SOS taupe en détresse
37. L'Incroyable Hypnodéon du fakir Curcuma
38. C'est injuste
39. Manque de pot
40. Balle tragique pour Grabouillon
41. Supergrabouilleman
42. La Guerre des fourmis
43. Vive les vacances !
44. Les Rois de la mécanique
45. Remue-ménage
46. Grabouillon.com
47. Le P'tit Truc en plus
48. Qui s'y frotte s'y pique
49. Truffe blanche contre le tigre des neiges
50. Constellation Grabouillon
51. Bonne fête Pétunia
52. Une vie de chien

### Troisième saison (2011):Les grandes vacances, partie 1
Cette saison est diffusée sur France 5 dans Zouzous depuis le 20 juin 2011.
1. Sens interdit
2. Panne de soleil
3. Bain de mer
4. Lune de miel
5. Moustivores en furie
6. Les Experts
7. Gonzague ce héros
8. Casse-coco
9. L’Arbre à chocolat
10. Odeurs de malheur
11. Folie florale
12. Œuf cocotte
13. Le Toutou suisse
14. Grab le rouge
15. Chien volant
16. Les Naufragés de la croquette
17. Coquillages et Crustacés
18. Grabouille fais-moi peur
19. Devoir de vacances
20. Le Roi de Kouroukoukou
21. Le Toutou tatoué
22. Robinson Grabouillon
23. Le Sot à l’élastique
24. Papa tortue
25. La Boîte à images
26. Fou d’artifice
27. Camping sauvage
28. La Vie de pirate
29. Chasse au trésor
30. La Journée des filles
31. Paparazzi folie
32. Toutou mouillé
33. Le Roi de la grimpette
34. L’Attrape-rêve
35. Tempête tropicale
36. Poil à gratter
37. Comme Gonzague
38. La Fin des vacances
39. La Fièvre de l’or
40. Partie de pêche
41. Précieuse perle
42. Rien ne sert de courir
43. Grabouillon de la jungle
44. Victime de la mode
45. La Leçon de sieste
46. Le Long des golfs clairs
47. Le Pari
48. Une bêtise à dormir debout
49. Drôle d’appeau
50. Question pour Grabouillon
51. Le Radeau de l’abuse
52. La Créature du lagon bleu

### Quatrième saison (2013):Les grandes vacances, partie 2
Cette saison est diffusée sur France 5 dans Zouzous depuis le 25 juillet 2013.
1. L'Aventurier
2. Tatou sitter
3. La Pièce manquante
4. Sécurité d'abord
5. Le Maniaque de la manette
6. Tatou à tout faire
7. Ninja des bois
8. Une histoire de mauvais goût
9. Master Pizzaiolo
10. De l'eau pour les braves
11. Donner c'est donner
12. Lunettes magiques
13. Sous l'aile de Cunégonde
14. Au pied de la lettre
15. Joli Cœur
16. Les Sensations de l'ascension
17. Rapide et furieux
18. Tous aux abris
19. Le Menteur malgré lui
20. Le Roi du plongeoir
21. Le Banquet
22. Pas de pot
23. Frères ennemis
24. L’Œuf et la poule
25. Super Graby
26. Phobie or not phobie
27. Concours de truffes
28. Les Bonnes Manières
29. Le Ventre de la terre
30. Toutou au bois dormant
31. Un record sans précédent
32. Grabouillon abuse
33. Il pleut des amis
34. Le Génie
35. Youpi roupillon
36. Un totem pour le toutou
37. Le Toutou et la mer
38. Le Candidat
39. Grabouillon ou la vie sauvage
40. La Collerette infernale
41. Sacré Jacuzzi
42. Les prédictions d'Anowak
43. Le Gros Lot
44. Les Puces savantes
45. Varicelle tropicale
46. Grabouillon dépasse la mesure
47. Beauté sauvage
48. Le Roi du relooking
49. Grabouillon fait son cinéma
50. Les Olympiades de kouroukoukou
51. L'Argent de poche
52. Accusé

### Cinquième saison (2016):Pas d'école pour Grabouillon
Cette saison est diffusée sur Piwi+ depuis le 22 juin 2016.
1. Les maths, c'est pas du gâteau
2. Un vrai bras cassé
3. Le Roi du bassin
4. Alerte au feu
5. La Fleur de Kouroukoukou
6. La tombola tombe à l'eau
7. Mes p'tites puces
8. Le Grand Quizz
9. Le Toutou en tutu
10. La Cantine de Grabouillon
11. Un modèle de chien
12. Les Matins difficiles
13. La Lunch Box
14. La Mission de Grabouillon
15. Une Saint-Valentin de chien
16. Poète pouet
17. Libérez Pétunia !
18. Panne de mémoire
19. Plus mon copain
20. Toutou à tout prix
21. Indiana croquette
22. Mon toutou mon héros
23. Le Mathlète
24. Drôle de drone
25. Élève Grabouillon
26. Y'a pas photos !
27. L'Inconnu dans la maison
28. Grabouillon ne fait pas le poids
29. Jamais sans Pétunia
30. L'Histoire selon Grabouillon
31. Le Stylo magique
32. Graboukart
33. Nom d'une carte !
34. Grabou-sitter
35. Le Maître des billes
36. Les Poux de la discorde
37. Toutou d'avril
38. Notes en stock
39. La Gomme de folie
40. L'Antisèche
41. La Grabouillette
42. Pas vu, pas pris !
43. Le Coach
44. S.O.S. Bulletin
45. Grabouillon brûle les planches
46. Le Charespondant
47. Pas de toutou pour Pétunia
48. Flûte de flûte !
49. L'École à la maison
50. Grabouillon fait la fête
51. Doc la Grabouille
52. Le Magichien

Source pour le titre des épisodes : programme-tv.net

## Autour de la série
- La série est produite dans les studios de Blue Spirit à Angoulême et Paris[5].
- Elle a été adaptée et traduite à destination du public anglophone sous le nom de Loopdidoo[6].
- Deux longs-métrages hors-saisons ont été réalisés : L'incroyable Noël de Grabouillon, le film (49 minutes, 2011) et Le Trésor du Capitaine Nem’os (52 minutes, 2013)[7].

## Produits dérivés

### DVD
- Grabouillon, volume 1 (saison 1) : Au royaume des bêtises (28 août 2007)
- Grabouillon, volume 2 (saison 1) : Le Trésor de Grabouillon des bois (5 février 2008)
- Grabouillon, volume 3 (saison 1) : Pique-nique panique ! (2 juillet 2008)
- Grabouillon, volume 4 (saison 1) : C'est bientôt Noël ! (25 novembre 2008)
- Grabouillon, volume 5 (saison 1) : L'Ambassadeur de Koubaïa (3 mars 2009)
- Grabouillon, volume 6 (saison 1) : La Fiesta (25 août 2009)
- Grabouillon, volume 7 (saison 2) : Une journée de chien (1er avril 2010)
- Grabouillon, volume 8 (saison 2) : Chaud devant (5 juillet 2011)
- Grabouillon : L'Incroyable Noël de Grabouillon (7 décembre 2011)
- Grabouillon, volume 9 (saison 2) : Supergrabouilleman (7 février 2012)
- Grabouillon, volume 10 (saison 3) : Les grandes vacances (20 juin 2012)